# Dimitris Minasidis
Dimitris Minasidis (* 29. April 1989 in Tiflis, Sowjetunion) ist ein zypriotischer Gewichtheber.

## Karriere
Minasidis nahm an den Olympischen Spielen 2008 in Peking teil. Dort belegte der Zyprer am 11. August in der Klasse bis 69 kg den 20. Platz. Bei den Europameisterschaften 2009 in Bukarest belegte er in der Gewichtsklasse bis 62 kg im olympischen Zweikampf mit einer Leistung von 284 kg den dritten Rang. Im Reißen errang er mit einer Leistung von 127 kg den zweiten Rang, im Stoßen mit einer Leistung von 157 kg den dritten Rang.